# Misioneros del Sagrado Corazón
Los Misioneros del Sagrado Corazón (M. S. C.) es una congregación religiosa católica fundada por el Julio Chevalier en 1854.

## Orígenes
Julio Chevalier nació en Richelieu (Turena, Francia), el 15 de marzo de 1824. Durante su tiempo de formación en Seminario de la Arquidiócesis de Bourges tuvo su primer acercamiento formal a la devoción del Sagrado Corazón,que le impactó.
Fue ordenado sacerdote en el mes de julio de 1851, y dedicó toda su vida a extender la devoción al Corazón de Jesús, como remedio a los males de su tiempo: la indiferencia y el egoísmo. A los tres años de su ordenación sacerdotal, estando Julio Chevalier trabajando como vicario parroquial en Issoudun, buscó llevar a cabo una idea que había nacido en él en su etapa de seminarista: fundar una congregación misionera.
Comunicó su idea al P. Maugenest, quien era el otro vicario y había sido su compañero en el seminario, dejándolo entusiasmado con la idea. Lo mismo hizo inmediatamente con su párroco, el padre Crozat. Para pedir a la Virgen María por su nueva orden, ambos vicarios iniciaron una novena que terminó el 8 de diciembre de 1854, el mismo día en que fue declarado el dogma de la Inmaculada Concepción de María. Así, el último día de esta novena, llegó a sus manos el dinero de un desconocido quien quería que dichos recursos fueran invertidos en una obra misionera. Esto fue entendido claramente como una señal de Dios, por mediación de la Virgen María, y por eso el 8 de diciembre se considera que fue fundada la Congregación de los Misioneros del Sagrado Corazón, siendo su primera residencia un pajar abandonado. 
En años sucesivos nacerían la Congregación de Hijas de Nuestra Señora del Sagrado Corazón (1874), así como los Sacerdotes del Sagrado Corazón y la Tercera Orden del Sagrado Corazón, (actualmente Fraternidad Seglar MSC o Laicos MSC).
En principio, la idea del P. Chevalier se circunscribía a la descristianizada región en la cual trabajaba, pero luego, la expulsión de Francia de las Órdenes y Congregaciones religiosas y la petición del Papa León XIII de enviar misioneros para Melanesia, causaron la expansión por todo el mundo de las Congregaciones. A la muerte del Padre Chevalier, en 1900, la Congregación se encontraba en varios países.
En 1900, Humberto Linckens fundaría la Congregación de Misioneras del Sagrado Corazón.

## Actualidad
Actualmente cuenta con más de 1800 integrantes y está presente en 52 países de los cinco continentes, dividiéndose administrativamente en provincias, pro-provincias, uniones y regiones; teniendo como superior general en Roma a Mario Absalón Alvarado Tovar, de la provincia de Centroamérica. Tienen presencia en países como: Francia, España, Italia, Holanda, Bélgica, Alemania, Austria, Inglaterra, Irlanda, Canadá, Estados Unidos, Australia, Nueva Guinea, Nueva Bretaña, Islas Gilbert, Filipinas, Venezuela, Indonesia, República Dominicana, Haití, Cuba, Colombia y otros más.